# HCS Group
Die Haltermann Carless Group ist ein Anbieter von Kohlenwasserstoffprodukten in den Bereichen Mobilität, Life Science, Industrie und Energie. Das Unternehmen beschäftigt weltweit rund 500 Mitarbeiter und hat Produktionsstätten in Deutschland, Großbritannien und Frankreich. Die Produkte werden weltweit über die Marken Haltermann Carless, ETS Racing Fuels und Electrical Oil Services (EOS) vertrieben. Als Anerkennung für das verantwortungsvolle und nachhaltige Handeln, wurde die Haltermann Carless Group mit dem Gold-Status von EcoVadis ausgezeichnet sowie mit der FIA 3Star Environmental Accreditation, die höchste FIA-Auszeichnung für Nachhaltigkeit. Darüber hinaus sind die drei größten Produktionsstandorte ISCC PLUS sowie ISCC EU zertifiziert (Speyer, Hamburg, Harwich). Die Unternehmenszentrale ist in Frankfurt am Main. Daneben verfügt das Chemieunternehmen über weitere Standorte in Hamburg-Wilhelmsburg und Speyer (D), Leatherhead, Harwich und Stanlow (UK), Bourgtheroulde (F), Troy MI (USA) sowie Yokohama (JP). Die Haltermann Carless Group (bis 2024 HCS Group) wurde 2023 von der International Chemical Investors Group (ICIG) erworben.

## Produkte
Zu den Produkten, die über die Marke Haltermann Carless vertrieben werden gehören: Spezialkraftstoffe wie Test- und Referenzkraftstoffe, hochreine Lösungsmittel, Pentane, Mitteldestillate, aromatische Lösungsmittel, Energie-Produkte und -Service sowie Oxo-Produkte. Kunden sind Unternehmen der Automobil-, Luftfahrt-, Pharma-, Agrar-, Energie- und Kosmetikindustrie, der Feinchemikalien- und Laborchemikalienbranche, der Kühl- und Bauindustrie sowie der Outdoor Power Equipment Branche. Mit Zugang zu nachhaltigen Ressourcen bietet das Unternehmen außerdem ein Portfolio an nachhaltigeren Produkten an, wie zum Beispiel Biokraftstoffe oder massenbilanziertes Pentan.
ETS Racing Fuels ist eine Marke für Kraftstoffe im Motorsport. Nachhaltige Rennkraftstoffe basierend auf bis zu 100 % erneuerbaren Komponenten sind unter der Produktmarke Renewablaze verfügbar.
Electrical Oil Services (EOS) bietet recycelte und neue Isolieröle sowie Transformatoren-Dienstleistungen. Dazu gehören die Isolierölanalyse sowie die regelmäßige Wartung von Transformatoren. Mit der Einführung des EOS Closed-Loop Modells fördert die EOS die Kreislaufwirtschaft.

## Geschichte
Die Wurzeln der HCS Group und der Haltermann Carless gehen zurück auf Chemieunternehmen:
- Eugene Carless gründete 1859 in Großbritannien das Unternehmen Carless, Capel & Leonard und entwickelte eine Substanz, die unter dem Namen „Petrol“ auf den Markt kam. Hierdurch gelang es eine Vorreiterrolle in der damals aufblühenden Automobilindustrie in UK einzunehmen. Im Jahr 2000 wurde das Unternehmen von der Firma Petrochem gekauft, woraufhin es als Petrochem Carless firmierte.
- 1898 wurde unterdessen im Hamburger Hafen das Unternehmen gegründet, das später unter dem Namen Johann Haltermann Mineralöl AG – auch Johann Haltermann (GmbH & Co.)/Mineralölraffinerie mit ihrem Geschäftsführer Johann Haltermann[2] (* 1930) – bekannt wurde. Das Unternehmen begann mit einer Teerkocherei und veredelte Rohteer aus den Hamburger Gaswerken und wurde schließlich Entwickler von Kohlenwasserstoffspezialitäten.

2001 wurde die Haltermann GmbH von Dow Chemical übernommen. Im Juli 2011 wurde Haltermann wieder ein eigenständiges Unternehmen, nachdem es von Dow Chemical an den Private-Equity-Investor HIG Capital verkauft worden war. Ab November 2011 agierte Haltermann als Haltermann Holding GmbH. Am 15. April 2013 übernahm die Holding die Anteile des britischen Wettbewerbers Petrochem Carless Holding Limited (PCL). Beide Unternehmen werden seitdem unter dem Dach der HCS Group als eigenständige Marke Haltermann Carless weitergeführt.
Im Jahr 2019 feierte Haltermann Carless unter dem Motto „A pioneer of high-value hydrocarbons“ sein 160-jähriges Unternehmensjubiläum.
2022 wurde eine moderne Hydrieranlage der Haltermann Carless am Standort Speyer in Betrieb genommen. Diese ermöglicht es, eine Produktpalette zu erzeugen, die über eine besonders hohe Reinheit verfügt.
Im September 2023 wurde das Unternehmen von der International Chemical Investors Group übernommen.